# Tudor Lefter
Tudor Lefter (n. 13 iulie 1949) este un politician moldovean, deputat în Parlamentul Republicii Moldova în perioada 1990-1994; 1998-2001. Este unul dintre cei 278 de semnatari ai Declaratiei de Independență a Republicii Moldova de la 27 august 1991.

## Biografie
Tudor Lefter s-a născut la 13 iulie 1949 în satul Zgărdești, raionul Telenești. A absolvit facultatea agronomică a Institutului Agricol “M.V. Frunze” din Chișinău, și facultatea de management a Academiei Administrației Publice.
Biografia sa de muncă și-a început-o ca agronom-șef al gospodăriei agricole din satul Mândrești, raionul Telenești, apoi președinte al gospodăriei agricole din satul Chițcanii Vechi, aceleași raion. În 1980 este numit președinte al Asociației raionale Telenești de chimizare în agricultură, după care președinte al Asociației raionale de mecanizare a agriculturii. Între 1986-1989 este președinte al Asociației raionale Agricultură, iar în 1989 este ales ca Președintele Consiliului raional Telenești de deputați ai poporului, funcție pe care a deținut-o până in 1998.
În 1990 este ales deputat în primul Parlament democratic al Republicii Moldova (circumscripția 334 , Mândrești, Telenești), membru al Comisiei permanente pentru administrarea locală și economia locală, votant și semnatar al Declarației de Independență a Republicii Moldova. În 1998 este ales din nou deputat în Parlamentul Republicii Moldova pe listele “Convenției Democrate din Moldova”.

## Distincții și decorații
- Ordinul Republicii (2012)[1]
- Medalia „Meritul Civic” (1996)[2]
- Ordinul „Gloria Muncii”(1996)[3]